# نادي القصة اليمني

شعار نادي القصة اليمني

نادي القصة اليمني مؤسسة ابداعية أدبية طوعية أسسها عدد من كتاب القصة اليمنيين الذين ينتمون لجيل التسعينيات الأدبي في العام 1996، يرمز إلى النادي اختصارا باسم إلمقه. يعتبر النادي امتدادا لظاهرة أندية القصة التي بدأت من خلال تأسيس نادي القصة المصري. أقام نادي القصة اليمني عددا من مهرجانات القصة والرواية كما أصدر عدد من المجاميع القصصية لكتاب وكاتبات من اليمن.

## أنشطة وفعاليات
بعد حصولة على الترخيص الرسمي من وزارة الثقافة اليمنية في العام 1999 بدأ نادي القصة بتنظيم عدد من الانشطة والفعاليات الأدبية حيث اقام النادي أول مهرجان له، تحت شعار (نحو آفاق جديدة للقصة) في اتحاد الأدباء والكتاب اليمنيين في أبريل 2000 .
وخلال الفترة من 19 ـ 24 مايو 2001 أقام النادي المهرجان الثاني للقصة والرواية تحت شعار (المبدعون نجومٌ في سماء الإنسانية).
في عام 2002 نضم النادي ورشة لكتابةالسيناريو التي أقامها في بيت الثقافة وتم استقدام عدد من الكتاب المحترفين منهم الكاتب علي المطري و المخرج وليد العلفي بدعم من المجلس الأعلى للسكان خلال الفترة في مايو من العام 2001 .
كما أقام نادي القصة في العام 2002 ورشة الرواية التي شارك فيها عدد من كتاب القصة والرواية من مختلف أنحاء اليمن.
في منتصف العام 2003 أقام نادي القصة مهرجانه الثالث بمشاركة عدد من الأدباء والكتاب العرب وعلى راسهم الناقد المغربي سعيد يقطين والروائي المصري يوسف القعيد
وفي العام 2008 أقام نادي القصة بالتعاون مع وزارة الثقافة اليمنية مهرجان صنعاء الرابع للقصة والرواية الذي حظي بمشاركة عربية واسعة.

## إصدارات
أصدر نادي القصة عدد من الكتب السردية والنقدية ومن تلك الإصدارات كتاب ((أفق جديد لعالم أجد)) وهو نماذج قصصية مختارة لسبعة وثلاثين قاصا وقاصة من اليمن، وكتاب «25 قاصا وقاصة» وهو كتاب مختارات قصصية.
كما صدر عن النادي عشرات الكتب القصصية ومنها:
1 ـ غريب الوقت الضائع: عبد الكريم المقالح 
2 ـ الأنوات: سامي الشاطبي 
3 ـ الحكم على زينب: محاسن الحواتي 
4 ـ حجم الرائحة: محمد عبد الوكيل جازم 
5 ـ حرب لم يعلم بوقوعها أحد: وجدي محمد عبده الاهدل 
6ـ حريم أعزكم الله: محمد الغربي عمران 
7- عرق الأرض: محي الدين علي سعيد 
8ـ الفنجان المقلوب: نسيم الصرحي 
9ـ أوتار لأوردة الغبار: زيد صالح الفقيه 
10ـ النباش: فؤاد الجيلاني 
11ـ احتمالات المغايرة: صالح سعيد باعامر 
12ـ القواقع: سالم العبد 
13ـ المدينة الفاضلة: أمين باجنيد 
14- ظلال ذاكرة تتدحرج سريعا: صالح البيضاني 
15 ختان بلقيس: محمد الغربي عمران 
16ـ قوارب جبلية: وجدي محمد عبده الاهدل